# William H. Tuntke
William H. Tuntke est un directeur artistique américain né le 24 septembre 1906 et mort le 25 août 1997.

## Filmographie
- 1956 : Time Table (en)
- 1959 : Darby O'Gill et les Farfadets, Direction artistique
- 1962 : Bon voyage !, Direction artistique
- 1963 : Après lui, le déluge
- 1964 : Les Mésaventures de Merlin Jones
- 1964 : Mary Poppins
- 1965 : Un neveu studieux
- 1965 : L'Espion aux pattes de velours
- 1965-1966 : Gallegher (série TV)
- 1967 : La Gnome-mobile